# نوبوكو مياموتو
نوبوكو مياموتو (باليابانية: 宮本 信子) (مواليد 27 آذار/مارس 1945)، هي ممثلة يابانية، شاركت بعدة أفلام، ومنها فيلم سويت هوم عام 1989، وفيلم ومانعام 1988.

## الأعمال

### أفلام
| السنة | العنوان                  | الدور           |
| ----- | ------------------------ | --------------- |
| 1985  | تامبوبو                  |                 |
| 1989  | سويت هوم                 | أكيكو هاياكاوا  |
| 1997  | وقت الراديو              | روميكو يامازاكي |
| 2020  | ابق بجانبي يا دورايمون 2 |                 |

## الجوائز
حصلت الممثلة نوبوكو مياموتو على جائزة أفضل ممثلة عام 1988م، وذلك بمشاركتها في فيلم تاكسينغ ومان.

## روابط خارجية
- نوبوكو مياموتو على موقع IMDb (الإنجليزية)
- نوبوكو مياموتو على موقع ألو سيني (الفرنسية)
- نوبوكو مياموتو على موقع أول موفي (الإنجليزية)
- نوبوكو مياموتو على موقع قاعدة بيانات الأفلام السويدية (السويدية)
- نوبوكو مياموتو على موقع قاعدة بيانات الفيلم (الإنجليزية)
- نوبوكو مياموتو على موقع كينوبويسك (الروسية)
- Nobuko Miyamoto's JMDb Listing (in Japanese)